# Růžena Košťálová
Růžena Košťálová (21 de febrero de 1924-12 de abril de 2024) fue una deportista checoslovaca que compitió en piragüismo en la modalidad de aguas tranquilas.
Ganó una medalla de plata en el Campeonato Mundial de Piragüismo de 1948, en la prueba de K2 500 m. Participó en los Juegos Olímpicos de Londres 1948, donde finalizó quinta en la prueba de K1 500 m.

## Palmarés internacional
| Campeonato Mundial | Campeonato Mundial    | Campeonato Mundial | Campeonato Mundial |
| Año                | Lugar                 | Medalla            | Competición        |
| ------------------ | --------------------- | ------------------ | ------------------ |
| 1948               | Londres (Reino Unido) | Medalla de plata   | K2 500 m           |